# Hojo Norisada
Hojo Norisada (Japans: 北条範貞) (? - 4 juli 1333) van de Hojo-clan was de vijftiende kitakata rokuhara tandai (hoofd binnenlandse veiligheid te Kioto) van 1321 tot 1330. Zijn vader was Hojo Tokinori. Het is onbekend wie zijn moeder was.
In 1333 kwam Ashikaga Takauji in opstand tegen de regerende Hojo-clan en viel Kioto aan. Nog datzelfde jaar werd de Hojo-clan verslagen bij het Beleg van Kamakura. Norisada pleegde op 4 juli zelfmoord. 